# Phymatostetha pudens
Phymatostetha pudens är en insektsart som först beskrevs av Walker 1858.  Phymatostetha pudens ingår i släktet Phymatostetha och familjen spottstritar. Inga underarter finns listade i Catalogue of Life.